# Paralimna brunneiceps
Paralimna brunneiceps är en tvåvingeart som beskrevs av Cresson 1916. Paralimna brunneiceps ingår i släktet Paralimna och familjen vattenflugor. Inga underarter finns listade i Catalogue of Life.